# 天琴座19
天琴座19，又名BD+31 3497，HD 179527、SAO 67946、HR 7283，是天琴座的一颗恒星，视星等为5.98，位于銀經63.19，銀緯9.75，其B1900.0坐标为赤經19h 7m 55.8s，赤緯+31° 9.75′ 59″。